# Chinnepalli, Bagepalli
Chinnepalli là một làng thuộc tehsil Bagepalli, huyện Kolar, bang Karnataka, Ấn Độ.